# Márcio Glad
Márcio Glad, noto come Marcinho Guerreiro (Novo Horizonte, 23 settembre 1980), è un ex calciatore brasiliano, di ruolo centrocampista.

## Palmarès

### Club

#### Competizioni statali
- Campionato Catarinense: 2

Figueirense: 2002, 2003

#### Competizioni nazionali
- Campionato brasiliano di seconda divisione: 1

Figueirense: 2003

### Individuale
- Capocannoniere della Coppa Libertadores: 1

2006 (5 gol, a pari merito con Aloísio, Félix Borja, José Luis Calderón, Agustín Delgado, Sebastián Ereros, Ernesto Farías, Fernandão, Patricio Urrutia, Daniel Montenegro, Nilmar, Mariano Pavone, Jorge Quinteros e Washington)